# Dorymyrmex exsanguis
Dorymyrmex exsanguis är en myrart som beskrevs av Auguste-Henri Forel 1912. Dorymyrmex exsanguis ingår i släktet Dorymyrmex och familjen myror.

## Underarter
Arten delas in i följande underarter:
- D. e. anaemicus
- D. e. carbonarius
- D. e. exsanguis
- D. e. sordidus

## Bildgalleri

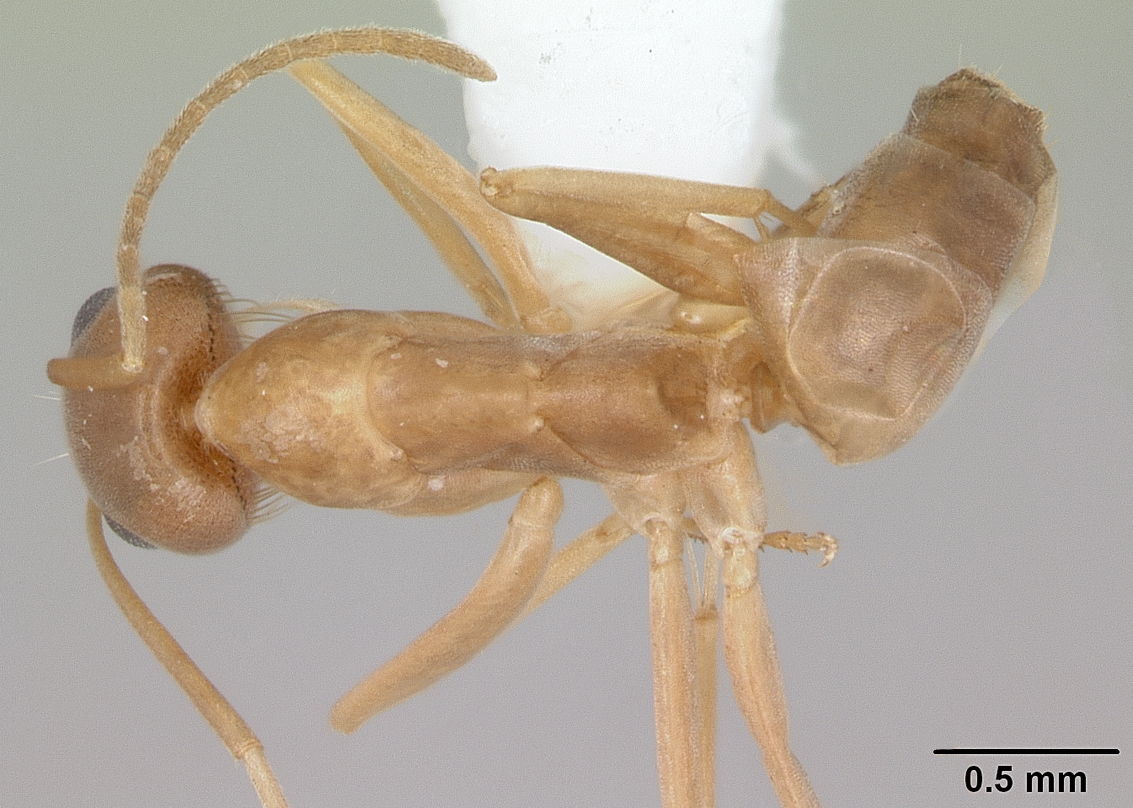
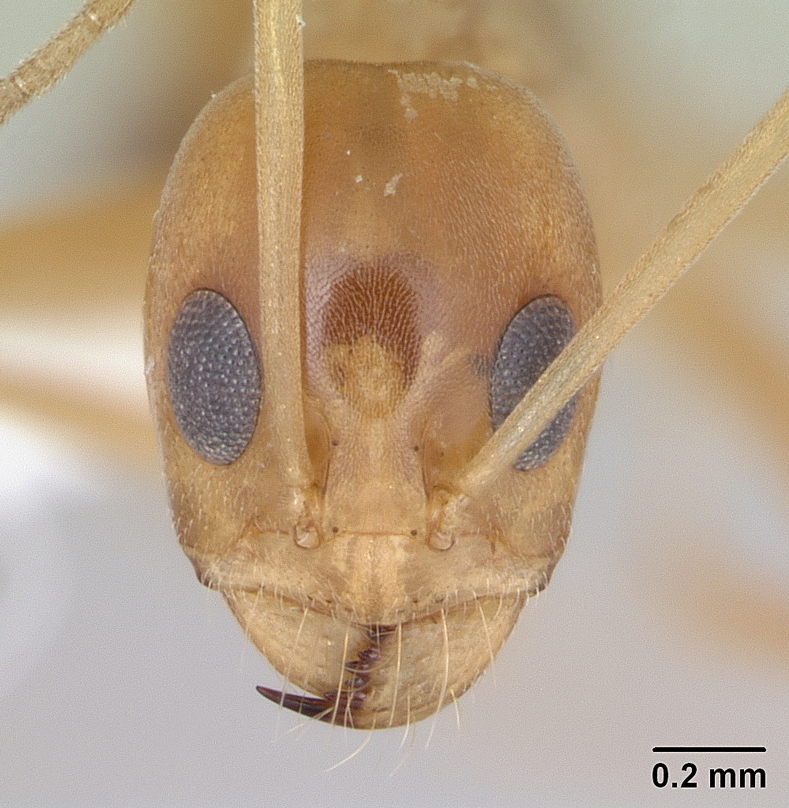
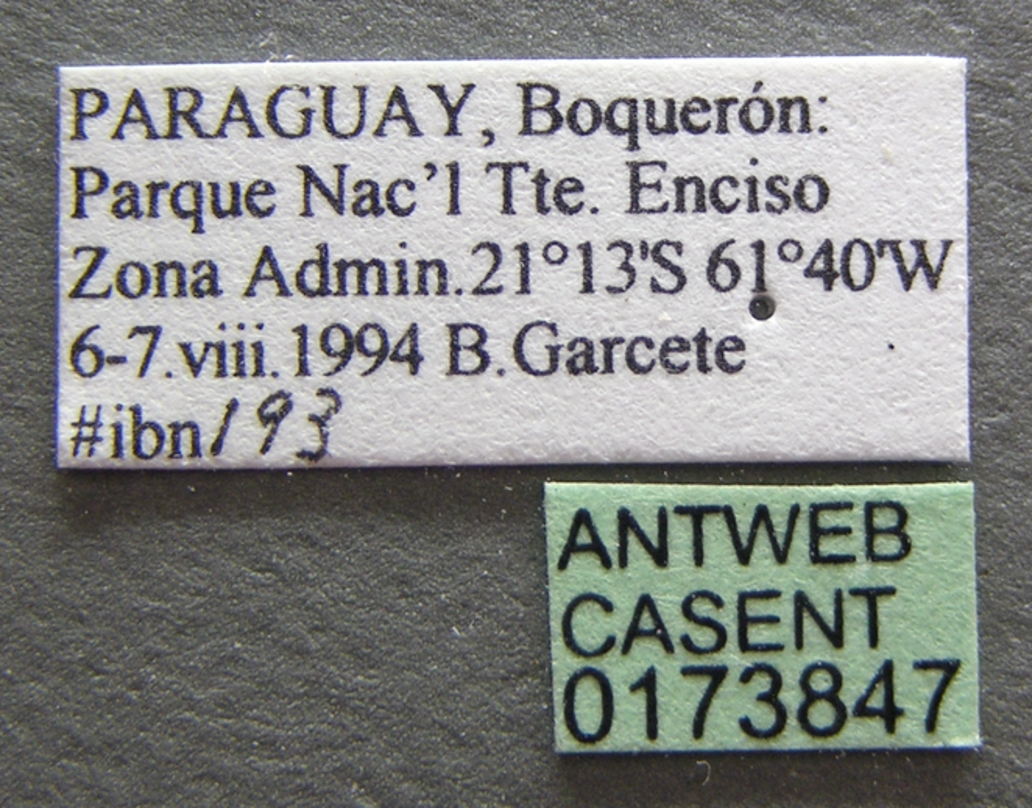
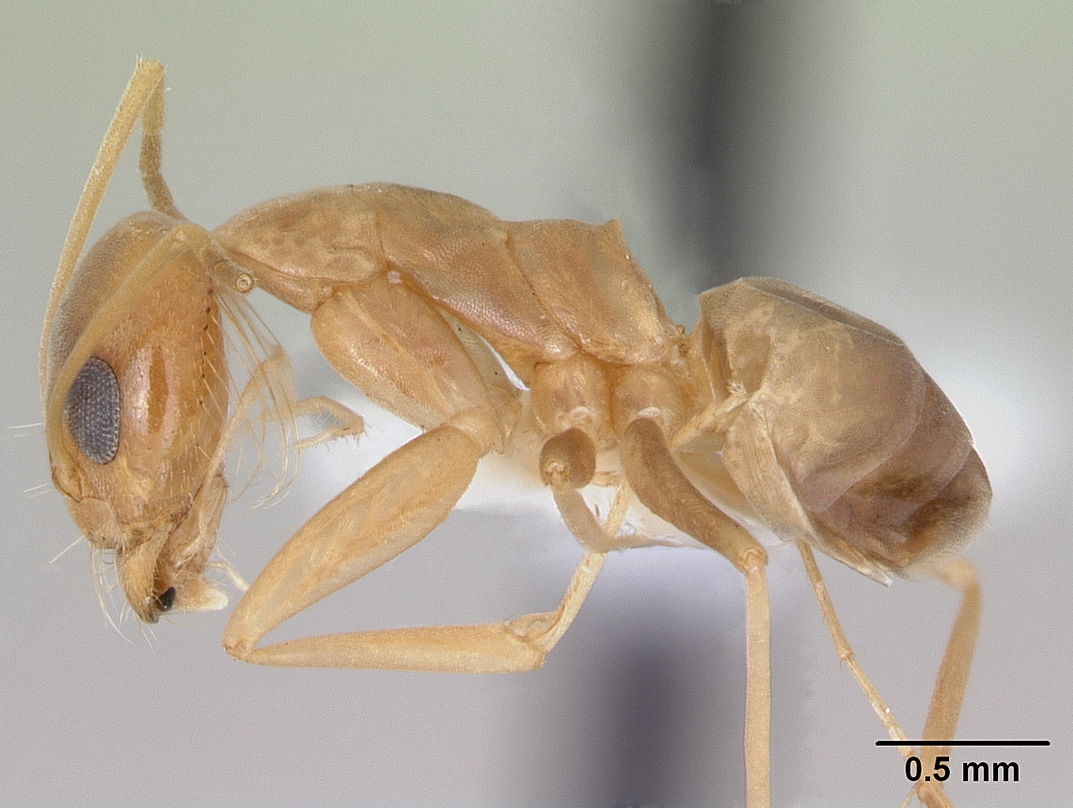